# Noordse combinatie op de Olympische Winterspelen 1984
Noordse combinatie is een van de sporten die beoefend werden tijdens de Olympische Winterspelen 1984 in Sarajevo.

## Heren
| rang   | sporter(s)           | land | totaal (ptn) |
| ------ | -------------------- | ---- | ------------ |
| Goud   | Tom Sandberg         | NOR  | 422.595      |
| Zilver | Jouko Karjalainen    | FIN  | 416.900      |
| Brons  | Jukka Ylipulli       | FIN  | 410.825      |
| 4      | Rauno Miettinen      | FIN  | 402.970      |
| 5      | Thomas Müller        | FRG  | 401.995      |
| 6      | Aleksandr Prosvirnin | URS  | 400.185      |
| 7      | Uwe Dotzauer         | GDR  | 397.780      |
| 8      | Hermann Weinbuch     | FRG  | 397.390      |